# Chisocheton grandiflorus
Chisocheton grandiflorus är en tvåhjärtbladig växtart som beskrevs av Wilhelm Sulpiz Kurz. Chisocheton grandiflorus ingår i släktet Chisocheton och familjen Meliaceae. Inga underarter finns listade i Catalogue of Life.